# Leucopis luteicornis
Leucopis luteicornis är en tvåvingeart som beskrevs av Malloch 1924. Leucopis luteicornis ingår i släktet Leucopis och familjen markflugor. Inga underarter finns listade i Catalogue of Life.